# Колтер, Джон

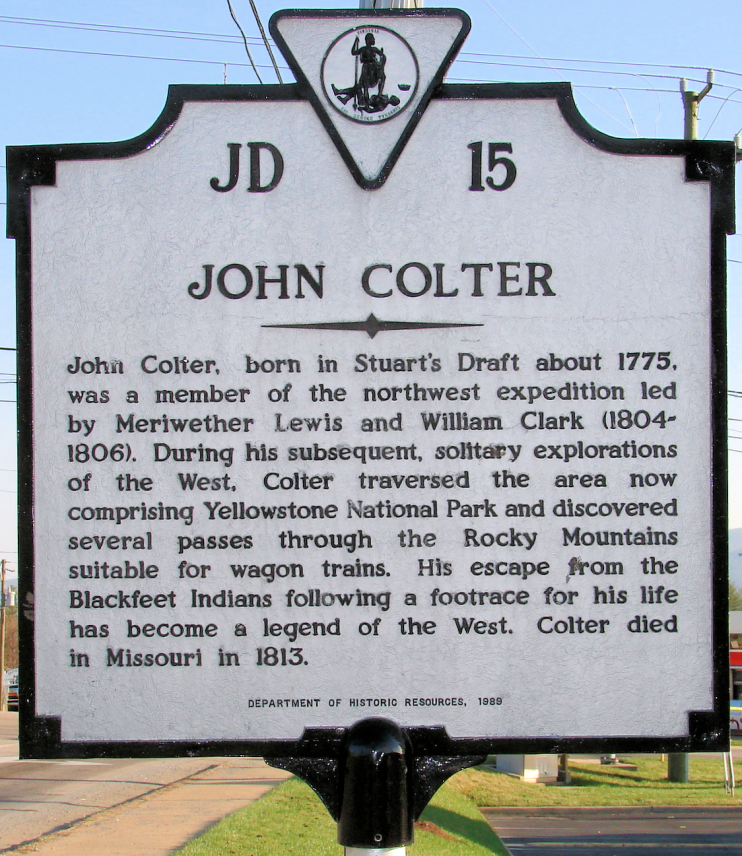
Стенд, посвящённый Джону Колтеру, Стюартс-Драфт, Виргиния.

Джон Колтер (англ. John Colter; около 1774, Виргиния — 7 мая 1812 или 22 ноября 1813, Территория Миссури) — один из первых маунтинменов на Диком Западе США, участник экспедиции Льюиса и Кларка.

## Ранняя жизнь
Джон Колтер родился в 1774 году в округе Огаста, Виргиния. Примерно в 1780 году его семья переезжает на запад и поселяется вблизи современного города Мейсвилл, штат Кентукки. 
Повзрослев, он записывается в отряд рейнджеров, которых возглавлял Саймон Кентон. Колтер имел рост 1 м 78 см и навыки жизни на фронтире. 15 октября 1803 года Мериуэзер Льюис пригласил его принять участие в первой сухопутной экспедиции, путь которой пролегал через территорию США от атлантического побережья к тихоокеанскому и обратно.

## Экспедиция Льюиса и Кларка
Руководители экспедиции — Мериуэзер Льюис и Уильям Кларк — собрали группу из 43 человек и захватили с собой большой объём припасов, оружие и подарки для индейцев. 
В самом начале экспедиции между Колтером и сержантом Джоном Ордуэем произошёл инцидент, в результате которого Колтер едва не попал под трибунал. Но был прощён, после того как принёс свои извинения и дал обещание, что впредь такого не допустит.
Среди участников экспедиции Колтер считался одним из лучших стрелков. Обычно он отправлялся в одиночку в поисках лучших мест для охоты. Именно Колтер обнаружил индейцев племени не-персе, которые очень помогли участникам экспедиции. Не-персе показали проход через Скалистые горы и подробно рассказали о местности, которую экспедиция должна была пересечь, чтобы попасть на побережье Тихого океана. Когда участники экспедиции достигли устья реки Колумбия, была сформирована небольшая группа, для обследования тихоокеанского побережья современных штатов Орегон и Вашингтон. Руководители экспедиции, среди прочих, выбрали Колтера в состав этой группы. Цель путешествия была достигнута — экспедиция добралась до Тихого океана.
Весной 1806 года путешественники начали возвращение домой. Достигнув верховий реки Миссури, они остановились в деревне манданов, где повстречали двух трапперов — Фореста Хэнкока и Джозефа Диксона. Эти жители фронтира отправлялись на поиски пушных зверей. 13 августа 1806 года Льюис и Кларк разрешили Колтеру покинуть экспедицию, чтобы присоединиться к Хэнкоку и Диксону. Пробыв с трапперами около двух месяцев, он вернулся на восток. В устье реки Платт Колтер столкнулся с группой охотников и трапперов, которую возглавлял Мануэль Лиза. Он решает не ехать в Сент-Луис и возвращается на запад, вместе с людьми Лизы.
В месте слияния рек Йеллоустон и Бигхорн, Колтер участвует в строительстве форта Реймонд, а позже по указанию Мануэля Лизы отправляется на поиски индейцев кроу.

## Исследование Йеллоустона

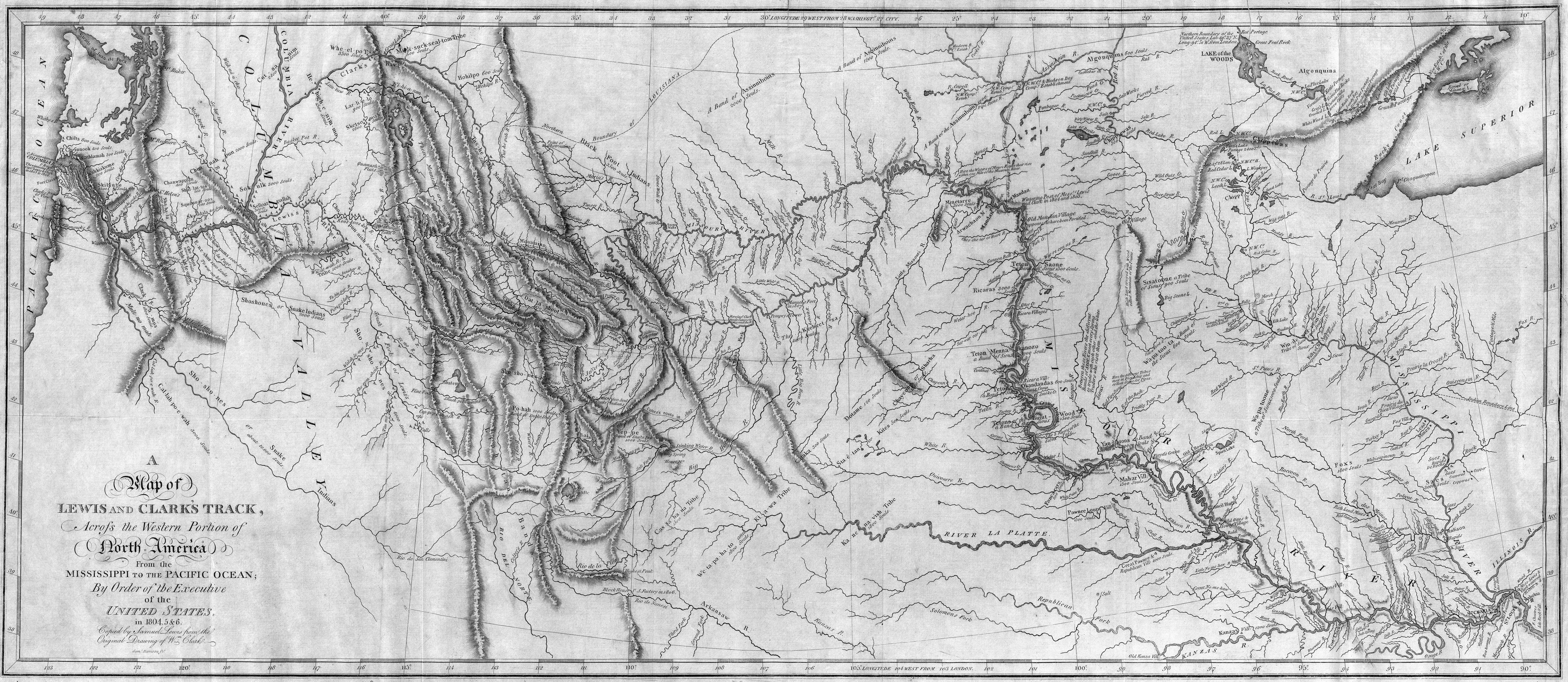
Карта Льюиса и Кларка, включающая в себя тропы Колтера.

Покинув форт Реймонд в октябре 1807 года, Колтер исследовал местность, которая позже станет известна как Йеллоустонский национальный парк и Национальный парк Гранд-Титон. Вероятно он был первым белым человеком, кто обнаружил геотермальные источники. 
Колтер пересёк Американский континентальный водораздел, исследовал берега озера Джэксон, прошёл через Титон-Пасс, горный перевал на западе современного штата Вайоминг, посетил долину Пьерс-Хол в Айдахо. Потом он повернул на восток и обнаружил озеро Йеллоустон. В форт Реймонд Колтер вернулся весной 1808 года. Он проделал удивительный путь, длиною в сотни километров, причём сделал это в самый разгар зимы, когда температура ночью в январе в этом регионе обычно держится около - 34°C.
Рассказы Колтера об источниках и гейзерах считались недостоверными вплоть до 1860-х годов, когда научная экспедиция Дэвида Фолсома в 1869 году поднялась вдоль реки Йеллоустон к озеру Йеллоустон. Многие смеялись над ним и называли в шутку места, о которых он рассказывал, Адом Колтера. Колтер был первым человеком европейского происхождения, кто подробно исследовал будущий штат Вайоминг.

## Бег Колтера
В 1808 году Колтер, вместе с Джоном Поттсом, ещё одним участником экспедиции Льюиса и Кларка, сопровождал группу индейцев кроу в форт Реймонд, когда на них напали черноногие. В последующем бою оба были ранены, но смогли благополучно добраться до форта.
На следующий год Колтер и Поттс опять подверглись атаке черноногих. Они переправлялись по реке Джефферсон, когда около сотни черноногих окружили их и потребовали сойти на берег. Трапперы оказали сопротивление и убили одного из индейцев. В завязавшемся бою Поттс был убит, его труп индейцы разрубили на куски, а Колтера пленили. Родственники погибшего воина хотели сразу убить его, но вожди черноногих не позволили этого сделать. Вместо этого вожди решили дать Колтеру шанс на спасение. Его раздели догола и приказали бежать прочь. Когда он удалился на значительное расстояние, группа молодых воинов начала преследовать его. Пробежав некоторое время, американец заметил, что один из индейцев вырвался вперёд и догоняет его. Понимая, что убежать не удастся, он стал просить о пощаде. Но черноногий атаковал Колтера. Беглецу удалось выхватить из рук нападавшего копьё и убить индейца, после чего, он забрал одеяло черноногого и продолжил бежать от преследователей.
Вскоре ему удалось добежать до ближайшей реки, проделав путь около 5 миль. Колтер заметил бобровую плотину и решил спрятаться в ней. Поднырнув под неё, он всплыл на поверхность — от черноногих его скрывала хатка бобра. Просидев в воде почти сутки и убедившись, что индейцы ушли, он продолжил свой путь. Его единственной одеждой было захваченное одеяло. Через 11 суток беглец добрался до ближайшего форта белых людей на реке Литл-Бигхорн.

## Последние годы жизни
В 1810 году Колтер принял участие в сооружении форта на западе Монтаны. В том же году двое его партнёров были убиты черноногими. Это событие убедило Колтера уехать в Сент-Луис. 
В Миссури он женился и купил ферму вблизи современного города Нью-Хейвен. Примерно в том же 1810 году он встретился с Уильямом Кларком и помог ему в составлении карты запада США. 
Во время Англо-американской войны  Колтер записывается в рейнджеры под руководством Натана Буна. Точная дата смерти Джона Колтера не установлена. По данным одних источников, он умер от желтухи 7 мая 1812 года и был похоронен неподалёку от Нью-Хейвена, Миссури. По другим данным, Колтер скончался 22 ноября 1813 года.

## В массовой культуре
- Роджер Желязны в соавторстве с Джеральдом Хаусманом написал приключенческий роман «Дикие земли» (1994), в котором, в том числе, художественно описана история Колтера. В романе индейцы преследуют Колтера на протяжении всего пути до форта, и он вынужден бежать более 150 миль.